# Вышемирский, Владислав Станиславович
Владислав Станиславович Вышемирский (1921—2002) — геолог, лауреат премии имени И. М. Губкина (1974).

## Биография
Родился 5 октября 1921 года в городе Красноармейске Саратовской области.

### Участие в ВОВ
В 1941 году призван в Красную Армию и с июля по декабрь — курсант окружной школы артиллерийской инструментальной разведки, после её окончания стал заместителем политрука, помощником командира взвода школы.
В декабре 1943 года получил назначение в 27-й гвардейский отдельный ордена Красной Звезды разведывательно-артиллерийский дивизион Западного фронта.
До конца войны воевал во 2-м артиллерийском корпусе 3-го Украинского фронта.
Летом 1945 года в составе разведывательно-артиллерийского дивизиона участвовал в военных акциях в районе болгаро-греческой границы. При демобилизации имел звание гвардии старшины.

### Послевоенная жизнь
После войны окончил Саратовский государственный университет.
С 1948 по 1965 год работал старшим преподавателем, позднее доцентом, проректором по научной работе.
В 1965 году становится заведующим лабораторией, а позднее — главным научным сотрудником НИИ геологии нефти и газа (сейчас Институт геологии и минералогии имени В. С. Соболева СО РАН).
Прошёл путь от рядового геолога до начальника геологической партии. Совместно с коллегами открыл ряд месторождений нефти в районе реки Конды.
Доктор геолого-минералогических наук, профессор Новосибирского университета.
Умер 5 мая 2002 года в Новосибирске. Похоронен на Южном кладбище (квартал У).

## Награды
- Орден Отечественной войны II степени
- Орден Красной Звезды
- Медаль «За взятие Вены»
- Премия имени И. М. Губкина (1974) — за монографию «Миграция рассеянных битумоидов»
- Заслуженный деятель науки РСФСР
- Медаль «За освоение недр и развитие нефтегазового комплекса Западной Сибири»
- Почётный разведчик недр РСФСР
- серебряная и бронзовая медали ВДНХ